# Théorie X-barre
Ne doit pas être confondu avec x̄.
La théorie X-barre (notée X̅) a été proposée par Noam Chomsky en 1970 dans le cadre de la linguistique générative, et développée ensuite par Ray Jackendoff (1977). Elle permet d'imposer des restrictions sur la classe des catégories grammaticales possibles tout en permettant une mise en parallèle de ces dernières grâce à des métarègles (généralisation de plusieurs règles).

## Présentation
Par extension, cette théorie prédit des catégories grammaticales non-marquées au contraire des catégories majeures (nom, verbe, adjectif et adverbe) : déterminant (Dét.), clitique (CL) etc. En d'autres termes, elle suggère que l'on trouvera dans chaque langue les catégories grammaticales majeures alors que les catégories grammaticales non-marquées seront optionnelles. Par exemple, l'anglais n'a pas de clitiques et le japonais, pas de déterminants. 
De plus, la théorie X-barre permet de simplifier les grammaires en désignant par très peu de symboles les classes de catégories naturelles. Par exemple, on considère qu'en français, les verbes et les prépositions assignent des cas aux syntagmes nominaux qu'ils régissent. Selon la théorie X-barre, la classe naturelle des catégories verbe (V) et préposition (Prép.) est notée par le symbole [-N]. De fait, on obtient une règle plus générale qui est :
Une catégorie [-N] assigne un cas au SN qu'elle régit.
Ainsi, la théorie X-barre permet d'exprimer des généralisations transcatégorielles (qui concernent plusieurs catégories).

## Formulations

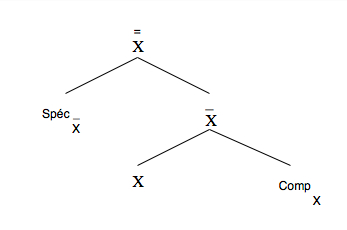
Formulation arborescente de la théorie X-barre

Soit la métarègle :

- {\displaystyle {\bar {\bar {X}}}\rightarrow {{\textrm {Spec}}_{\bar {X}}}-{\bar {X}}}
- {\displaystyle {\bar {X}}\rightarrow {X-{\textrm {Comp}}_{X}}}

avec X : {V, N, A} et Spéc = spécificateur; Comp = complément

### Formulation arborescente
Cette métarègle peut être formulée selon une arborescence (plus facile à interpréter). Les catégories spécificateur et complément désignent des types de constituants. 

Ainsi, on a :

- Spéc{\displaystyle {\bar {N}}} = Dét.
- Spéc {\displaystyle {\bar {V}}} = Aux.
- Spéc {\displaystyle {\bar {A}}} = DEG.
- Comp {\displaystyle {\bar {X}}} = {\displaystyle {\bar {\bar {N}}}}.

### Formulation logique
Noam Chomsky a proposé une autre formulation qui se veut plus simple que la première puisqu'elle réduit les deux métarègles en une seule. De plus, dans cette formulation n'interviennent pas les catégories spéc. et comp. On a :

- {\displaystyle X^{n}{\rightarrow \ldots X^{n-1}}\ldots }

avec {\displaystyle 1\leq n\leq max}

{\displaystyle X:V,N,A,\ldots :X^{max}} 

Cette formulation est plus souple que la première qui impliquait un ordre des constituants. En fait, selon cette version, l'ordre est fixé par les grammaires particulières (selon les langues). Ainsi, cette règle est plus générale.

De plus, la théorie distingue les têtes syntaxiques (catégories de type {\displaystyle X^{n}}) des têtes lexicales (catégories de type {\displaystyle X}), introduisant les règles de projection selon lesquelles {\displaystyle X^{n}} est une projection de {\displaystyle X}.

## Exemple

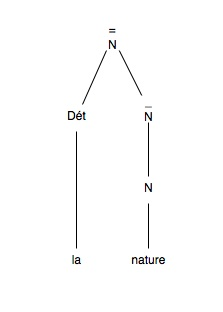
Formulation arborescente de la théorie X-barre pour un syntagme nominal

La structure du syntagme nominal la nature peut être représentée sous la forme arborescente. Pour cela, on remplace les variables par les symboles des catégories. 

Bien que cet exemple soit trivial, ce type de formulation est prévue dans le contexte d'analyses de phrases plus complexes.